# Појана Микулуј (Сучава)
Појана Микулуј (рум. Poiana Micului) насеље је у Румунији у округу Сучава у општини Манастиреа Хуморулуј. Oпштина се налази на надморској висини од 710 m.

## Становништво
Према подацима из 2002. године у насељу је живело 998 становника.

### Попис2002.
| Расподела становништва по националности 2002.‍ | Расподела становништва по националности 2002.‍ | Расподела становништва по националности 2002.‍ | Расподела становништва по националности 2002.‍ | Расподела становништва по националности 2002.‍ |
| --------------------------------------------- | --------------------------------------------- | --------------------------------------------- | --------------------------------------------- | --------------------------------------------- |
|                                               |                                               |                                               |                                               |                                               |
| Румуни                                        | Румуни                                        |                                               | 488                                           | 49,0%                                         |
| Немци                                         | Немци                                         |                                               | 15                                            | 1,5%                                          |
| Пољаци                                        | Пољаци                                        |                                               | 493                                           | 49,5%                                         |